# María Acaso López Bosch
María Acaso (Madrid, 1970) és una professora i investigadora espanyola especialitzada en l'àrea d'Educació Artística. Treballa a la Universitat Complutense de Madrid des de 1994, i des de 2018 en l'Àrea d'Educació del Museu Nacional Centre d'Art Reina Sofia. El seu principal interès s'ha centrat sempre en impulsar la innovació en l'ensenyament i l'aprenentatge de les arts visuals a través de formats i continguts disruptius.
El seu projecte intel·lectual consisteix en hibridar la pedagogia i l'educació artística amb altres àrees del coneixement barrejant la semiòtica, la filosofia, l'art emergent i el nou feminisme per arribar a metodologies que, una vegada desenvolupades en la realitat, connectin la pràctica educativa amb la societat postmoderna. Més en concret, considera que és necessari que els processos educatius es contaminin dels artístics i viceversa.
En qualitat d'experta en aquests temes ha participat com a investigadora convidada a les universitats de Stanford, Harvard, The School of the Arts Institute of Chicago, Bergen Academy of Art and Design KHIB i el Museu Getty. Tanmateix, ha estat convidada com a ponent per diverses institucions, com The New School (NY), Culturgest (Lisboa) o el Museo de Antioquia a Medellín (Colòmbia).
María Acaso desenvolupa l'any 2009 una metodologia d'implementació denominada Mètode Placenta des de la qual intenta accedir a la denominada pedagogia per objectius, el sistema d'organització curricular més utilitzat a Occident per a la implementació de projectes pedagògics.
Des de 2010 forma part de Pedagogies Invisibles, un col·lectiu d'investigadors en el sector de l'Educació Artística des del qual ha dissenyat, construït i portat endavant diversos esdeveniments com Edupunk, Posuniveridad. Són necessaris els doctorats en temps de Facebook? o Qui pensa aquesta cadira que ets tu?. El primer el desenvolupà juntament amb el professor argentí Alejandro Piscitelli i el segon amb la professora nord-americana Elizabeth Ellsworth.
Des de 2018 és també Cap de l'Àrea d'Educació del Museu Nacional Centre d'Art Reina Sofia.

## Publicacions
2017
- Art Thinking. Cómo el arte puede transformar la educación. Paidós

2013
- Reduvolution: hacer la revolución en la educación. Paidós

2011
- El aprendizaje de lo inesperado. Catarata.
- Perspectivas. Situación actual de la educación en los museos de artes visuales. Ariel.
- Una educación sin cuerpo y sin órganos. Akal.

2009
- La educación artística no son manualidades. Catarata.

2006
- Esto no son las Torres Gemelas. Catarata.[6]
- El lenguaje visual. Paidós.[7]